# Srédnie Mangareki
Srédnie Mangareki (en rus: Средние Мангареки) és un poble del krai de Krasnoiarsk, a Rússia, segons el cens del 2010 tenia 23 habitants. Pertany al districte municipal d'Àban.